# Lon Chaney, Jr.
Creighton Tull Chaney, mer känd under sitt artistnamn Lon Chaney, Jr., född 10 februari 1906 i Oklahoma City i Oklahoma, död 12 juli 1973 i San Clemente i Kalifornien, var en amerikansk skådespelare. Han var son till skådespelaren Lon Chaney (1883–1930). Liksom sin far är han mest känd för sina insatser i skräckfilmer.
Chaneys filmkarriär började först efter faderns död. Han filmdebuterade 1932. Från början arbetade han under sitt riktiga namn, Creighton Chaney, men från 1935 tog han namnet Lon Chaney Jr. Genombrottet kom med Möss och människor (1939). Med Universals Varulven (1941) etablerades han som skräckfilmsskådespelare, liksom sin far, och kom att fortsätta medverka i en rad av bolagets skräckfilmer. Kända roller i andra genrer är en biroll i westernfilmen Sheriffen (1952) och flera filmer av Stanley Kramer. Senare kom han även att arbeta inom TV. Hans sista film var Al Adamsons Blodsmässa (Dracula vs Frankenstein, 1971), i vilken han spelade Dr Frankensteins stumme medhjälpare.

## Filmografi i urval
- 1937 – Charlie Chan på Broadway (ej krediterad)
- 1938 – Alexanders ragtime band (ej krediterad)
- 1939 – Möss och människor
- 1939 – Utanför lagen
- 1939 – Union Pacific
- 1939 – City in Darkness
- 1940 – Hjälteskvadronen
- 1940 – En försvunnen värld
- 1941 – Varulven
- 1941 – Mannen som inte kunde dö
- 1942 – Frankensteins vålnad
- 1942 – Mumiens grav
- 1943 – Frankenstein möter Varulven
- 1943 – Draculas son
- 1944 – Frankensteins hus
- 1944 – Mumiens förbannelse
- 1944 – Mumiens ande
- 1945 – Draculas hus
- 1945 – Se opp för flickor!
- 1947 – Åh, en sån deckare!
- 1948 – Huuu! Så hemskt
- 1951 – Det obesegrade fortet
- 1952 – Sheriffen
- 1952 – Vapenbröder
- 1954 – Kanske en Casanova
- 1955 – Indian Fighter
- 1955 – Ej som en främling
- 1956 – Indestructible Man
- 1956 – Pang! Pang!
- 1956 – The Black Sleep
- 1958 – Kedjan
- 1959 – The Alligator People
- 1963 – Skri av fasa
- 1967 – Spider Baby or, the Maddest Story Ever Told
- 1967 – Mannen som red in i Dakota
- 1971 – Blodsmässa